# Џозеф Крускал
Џозеф Бернард Крускал млађи (енгл. Joseph Bernard Kruskal, Jr.; Њујорк, 29. јануар 1928 — Принстон, 19. септембар 2010) је био амерички математичар, статистичар и психометричар. Био је студент Универзитета у Чикагу и Принстон Универзитета, где је завршио свој докторат 1954. године, номинално код Алберта Такера и Роџера Линдона, али де факто код Пала Ердеша, са којим је имао два веома кратка разговора.
Крускал је члан Америчке статистичке асоцијације, бивши председник Психометријског друштва, и бивши председник Класификационог друштва Северне Америке.
У статистици, Крускалово најутицајније дело је његов допринос формулацији мултидимензионог скалирања. У рачунарству, најпознатији је по Крускаловом алгоритму за израчунавање минималног обухватног стабла (MST) тежинског графа. Алгоритам прво сређује чворове по тежини, а онда се креће по уређеној листи додајући чвор у делимично MST под условом да додавање тог чвора не ствара циклус. Минимална обухватна стабла имају примена у прављењу комуникационих мрежа.
Крускал је рођен у Њујорку као син успешног продавца крзна, Џозефа Б. Крускала старијег. Његова мајка, Лилијан Роуз Ворхаус Крускал Опенхајмер, постала је познати промотер Оригамија у почецима телевизије.
Не би требало мешати Џозефа Крускала са његова два брата, Мартином Дејвидом Крускалом (1925—2006) и Вилијамом Крускалом (1919–2005).

## Концепти названи по Џозефу Крускалу
- Крускалов алгоритам (1956)
- Крускалова теорема стабла (1960)
- Крускал-Катона теорема (1963)